# 出口クリスタ
出口 クリスタ（でぐち クリスタ、1995年10月29日）は、日本の長野県塩尻市出身のカナダの女子柔道家。組み手は右組み。得意技は大外刈。2016年までは全日本の強化指定選手だった。2024年パリオリンピック57kg級金メダリスト。
妹は同じくカナダ代表柔道家の出口ケリー。

## 経歴
父親が空手を薦めるも母親は柔道を推したこともあって、3歳の時に祖母の理容室の常連だった師範のいる誠心館道場で柔道を始めた。道場の練習は厳しかったものの、体を動かすのが好きだったので最初は楽しく思えた。しかし小学校高学年の頃は、祖父の家で一緒に『水戸黄門』（TBS）を見て夕食を済ませた後に道場へ通う日々が憂鬱に思えたという。なお、両親は普段英語で会話しており、家の中ではカナダのようだったという。また、この当時は県内最強の津金恵と3度ほど対戦するも、体格で圧倒されて敵わなかった。小学校6年の時には全国小学生学年別柔道大会45kg級に出場したが、予選リーグで敗れた。塩尻市立丘中学校に進むと、津金恵と一緒になった。1年の時には全国中学校柔道大会44kg級で3位となった。2年の時は48kg級でベスト16止まりだった。3年の時には52kg級に出場して、香長中学2年の米澤夏帆にGSに入ってから有効で敗れるも3位となった。
松商学園高校に進学すると、全日本カデでは米澤に合技で敗れて2位だったものの、インターハイでは宮崎日大高校3年の志々目愛を有効で破り、1年生にして優勝を飾った。高校選手権の個人戦には計量で失格となり出場できなかったが、団体戦ではチームメイトの津金恵とともに活躍して3位となった。
2年になると階級を57kg級に上げるが、インターハイでは2回戦で帝京高校1年の西尾直子に有効で敗れた。団体戦ではチームの3位に貢献した。高校選手権の個人戦では決勝で西尾を破って優勝するが、団体戦では決勝で福岡の敬愛高校と対戦して、78kg超級の岡史生に合技で敗れて2位に終わった。
3年になると全日本選手権に57kg級の選手ながら出場するが、3回戦で綜合警備保障の田知本愛に開始早々の合技で敗れた。インターハイ個人戦では決勝で敬愛高校の芳田司に内股で敗れた。全日本ジュニアでは決勝で芳田を大内刈で破って優勝した。この際に、将来は日本での熾烈な代表争いを避けてカナダ代表としてオリンピックを目指すと語った。しかし、その後周囲の説得もあり、日本代表を目指す考えに心変わりしたという。
2013年世界ジュニアでは準々決勝でカナダのカトリーヌ・ボーシュマン＝ピナールに肩車の有効で敗れるが、その後敗者復活戦を勝ち上がって3位となった。団体戦では決勝のフランス戦で一本勝ちするなどチームの優勝に貢献した。
講道館杯では準決勝でコマツの宇高菜絵に大外刈で敗れるが3位となった。グランドスラム・東京2013では準決勝で世界2位であるアメリカのマルティ・マロイから先に抑え込みで技ありを取りながら、腕挫十字固で逆転負けを喫するが、3位決定戦では世界チャンピオンであるブラジルのラファエラ・シルバから背負投で有効を取るなど優勢に試合を進めて、最後は反則勝ちを収めて3位となった。
12月のグランプリ・チェジュでは、決勝でルーマニアのコリーナ・カプリオリウを合技で破るなどオール一本勝ちでシニアの国際大会初優勝を飾った。
2014年2月のヨーロッパオープン・ローマでは決勝でシルバと対戦すると、技ありを先取しながら逆転の一本負けを喫して2位に終わった。
山梨学院大学に進学すると、1年の4月には体重別の初戦で国士舘大学の山本杏に有効で敗れて3位だった。続く全日本選手権では、3回戦でJR東日本の白石のどかに出足払で敗れた。体重無差別で争われるこの大会には今後出場しないという。6月の優勝大会では優勝を飾った。9月の全日本ジュニアでは決勝で三井住友海上の玉置桃に技ありで敗れて2位に終わった。学生体重別では3位だった。10月の2014年世界ジュニアでは準決勝までオール一本で勝ち進むも、決勝で玉置に大外刈で一本負けを喫して2位に終わった。団体戦では準決勝のロシア戦でダリア・メジェツカヤに一本負けするも、決勝のフランス戦では一本勝ちしてチームの優勝に貢献した。11月の講道館杯では7位にとどまった。
2年になると、4月の体重別では初戦で宇高に指導2で敗れた。6月の優勝大会では全試合に勝利するなどチームの優勝に貢献した。9月の全日本ジュニアでは準決勝で富士学苑高校2年の舟久保遥香に内股の有効で敗れて3位だった。10月の体重別団体では準決勝で国士舘大学と対戦して山本杏を片手絞で破ると、決勝の帝京大学戦でも勝利するが、チームは敗れて2位にとどまった。11月の講道館杯では準決勝でコマツの石川慈に横四方固で敗れるも3位になった。2年までは「途中で気持ちが切れちゃったり、試合が嫌になっちゃうことも多かった」という。その一方で、高校までは大内刈を得意にしていたが、大学に入ってからは研究されてあまりかからなくなったこともあり、大外刈が得意技になった。
3年になると、4月の体重別では初戦で芳田に指導1で敗れた。6月の優勝大会では決勝の環太平洋大学戦で一本勝ちするなどしてチームの3連覇に貢献した。10月の学生体重別では決勝で大学の1年先輩である鶴岡来雪を合技で破ったのを始め、オール一本勝ちして優勝を飾った。11月の講道館杯では2回戦で龍谷大学1年の村井惟衣に有効で敗れた。
この敗戦を契機に、オリンピック代表を目指してカナダ国籍を選択することに決めた。「まわりから『日本で一番になって、オリンピックで勝つから意味があるんじゃない？』って言われて一理あるな、と。でも、20代で講道館杯の2回戦で負けておいて、オリンピックなんて出られるわけないじゃないですか」。実は高校2年の時からカナダ代表の誘いがあったものの、その当時はさほど真剣に受け止めていなかった。しかし、講道館杯の半年前にカナダの女子代表コーチのサーシャ・メーメドビッチが訪ねてきて、両親を交えて面談したことで、カナダ代表でやるのもありかと心が揺れ動くようになった。また、周囲のほとんどはカナダ代表を勧めると、両親もどちらでも構わないと述べていた。2017年3月にはより可能性があるとして、高校の時から誘われていたカナダ代表で東京オリンピック出場を目指すことが公表された。
4年の時には6月の優勝大会決勝の筑波大学戦で決勝点を挙げるなど全試合を一本勝ちしてチームの4連覇に貢献した。なお、この時点ですでにカナダ国籍の選択を済ませた。10月の学生体重別では決勝で東海大学2年の竹内鈴を大外刈の技ありで破って2連覇を果たした。続いてカナダ代表としては初となる3年ぶりの国際大会となったグランドスラム・アブダビ2017に出場するが、初戦で世界チャンピオンであるモンゴルのドルジスレン・スミヤと対戦すると、GSに入ってから技ありを取られて敗れた。グランドスラム・東京2017では初戦でロシアのアナスタシア・コンキナに逆転の一本負けを喫した。2018年2月のヨーロッパオープン・オディベーラスではオール一本勝ちで優勝して、4年3か月ぶりに国際大会で勝利することになった。続くグランドスラム・パリ2018でも決勝で芳田を合技で破るなどオール一本勝ちして優勝した。本人は自らの特徴を、「キレ、瞬発力」のある柔道だと考えている。大学の監督である山部伸敏は、「この階級（57kg級）ではパワーがあり、下半身を刈る力も長けています」、同級生で主将の月野珠里は、「組んで投げる正統派。力が強いです」と、それぞれ指摘している。
2018年4月からは日本生命の所属となり、普段は日本国内で練習に取り組むことになった。パンナム選手権では準決勝で同僚のジェシカ・クリムカイトに反則勝ちするなどオール一本勝ちして優勝した。5月のグランプリ・フフホトでは準決勝で玉置桃を大外刈で破ると、決勝でもクリムカイトを送襟絞で破るなどオール一本勝ちして優勝した。7月のグランプリ・ザグレブでは初戦でロシアのナタリア・ゴロミドワに技ありを取られるも準々決勝まで全て一本勝ちすると、準決勝では三井住友海上の舟久保を合技で破った。決勝ではクリムカイトに反則勝ちして優勝を飾った。8月のグランプリ・ブダペストでは準々決勝でシルバに片手絞（IJF発表は送襟絞）で敗れるも、その後の3位決定戦で宇高を大内刈で破った。なお、今回準々決勝で敗れたことにより、今年に入ってから国際大会で続けてきた一本勝ちでの連勝記録が26で止まった。9月の2018年世界選手権では準決勝で芳田司に内股の技ありで敗れるも、3位決定戦でドイツのテレーザ・シュトールに合技で逆転勝ちして3位になった。なお、カナダ代表になって好成績を収めることができるようになった理由を次のように語っている。「カナダのチーム内ではすごく気持ちの切り替えが早くて、負けても怒られない。次、頑張ろう！って、超プラス思考なんです。それが私の性分にウマが合ったというか。今これだけ結果が出てるのも、技術面よりも、メンタル面のほうが大きいと思います。『負けてもいい』というスタンスが、すごくやりやすい。以前は『負けたらあとがない』でした。それが『負けても次がある』となれば、必要以上に気負う必要もないし、だから、決勝に進出する確率も上がっているんだと思います」。11月のグランドスラム・大阪では準々決勝で玉置に反則負けすると、その後の3位決定戦では舟久保に引込返で敗れて5位だった。12月のワールドマスターズ2018では初戦で玉置に浮落で敗れた。
2019年2月のグランドスラム・パリ2019では準々決勝で玉置を大外刈、準決勝で韓国の金知秀を袈裟固で破ると、決勝ではクリムカイトを技ありで破って今大会2連覇した。3月のグランドスラム・エカテリンブルグでは準決勝でポルトガルのテルマ・モンテイロ、決勝で台湾の連珍羚を破るなど全て一本勝ちして優勝した。4月のパンナム選手権では決勝でシルバを破って今大会2連覇した。7月にカナダで初開催となったIJFワールド柔道ツアーのグランプリ・モントリオールでは、決勝でクリムカイトを送襟絞ボウアンドアローチョークで破るなど全て一本勝ちして優勝した。続くグランプリ・ザグレブではエントリーするも足のケガにより出場を回避して不戦敗となった。8月に東京で開催された2019年世界選手権では準々決勝でフランスのサラ＝レオニー・シジクに技ありを先取されるも逆転勝ちするなどオール一本勝ちして決勝まで進むと、芳田をGSに入ってから谷落での技ありで破って、カナダの選手として初めて世界チャンピオンになった。この際に、「まさか優勝できるとは。驚いている次第でございます」と語った。9月には長野県から県栄誉賞が授与された。12月のワールドマスターズ2019では2回戦で北朝鮮のキム・ジナに技ありで敗れた。
2020年2月のグランドスラム・パリ2020では決勝でドルジスレンを巴投の技ありで破って今大会3連覇した。6月にはカナダ国内のライバルであるクリムカイトとオリンピック代表決定戦（2勝した方が代表）を行うことになっていたが、新型コロナウイルスの影響で延期となった。
2021年3月のグランドスラム・トビリシ2021では準決勝で地元ジョージアのエテリ・リパルテリアニに谷落で逆転負けして3位だった。4月のグランドスラム・アンタルヤ2021では決勝でクリムカイトに反則勝ちして優勝した。なお、カナダ柔道連盟のジェネラルマネージャーであるニコラス・ギルは、新型コロナウイルスによるカナダ国内の公衆衛生規則で練習が無制限に禁止されている事情により、出口とクリムカイトの直接対決による代表決定戦は取り止めて、6月にハンガリーのブダペストで開催される2021年世界選手権で上位に入った方をオリンピック代表に選出することを公表した。出口は世界選手権に出場する予定はなかったという。もし世界選手権が中止になるか、両者が同順位だった場合は、これまでの実績を考慮して選出される（出口はこの時点でクリムカイトに6戦全勝だった）。6月の2021年世界選手権では準決勝で玉置にGSに入ってから大外巻込の技ありで敗れると、3位決定戦でもシュトールに払巻込で敗れて5位に終わった。一方、ライバルのクリムカイトは今大会の決勝で玉置を破って優勝した。この結果、カナダ代表選考の規定に従い出口は東京オリンピック代表の座を逃すこととなった。試合後に自身のTwitterで「スタートラインに立つこともできませんでした。ふがいないです。」と述べた。
2022年4月のグランドスラム・アンタルヤ2022では準決勝でシジクに合技で敗れると、その後の3位決定戦でもイスラエルのティムナ・ネルソン＝レヴィに反則負けを喫して5位だった。7月のグランプリ・ザグレブでは決勝でリパルテリアニを大内刈で破って優勝した。8月には英連邦競技大会に出場して優勝した。10月の2022年世界選手権では3回戦で伏兵であるモンゴルのルハグバトゴー・エンフリーレンに内股で敗れた。11月のグランドスラム・バクー2022では決勝でポルトガルのテルマ・モンテイロに反則勝ちして優勝した。12月のグランドスラム・東京2022では2回戦で帝京大学2年の大森朱莉に技ありで敗れた。続くワールドマスターズ2022では準々決勝で芳田に反則勝ちすると、決勝でもシジクを合技で破って優勝した。
2023年2月のグランドスラム・テルアビブでは準決勝でウクライナのダリア・ビロディドと対戦すると、技ありを取った後に相手が立ち姿勢から腋固を仕掛けてきたため反則勝ちするも、決勝でクリムカイトに技ありを取られて2位だった。なお、クリムカイトには7戦目にして初めて敗れた。3月のグランドスラム・アンタルヤ2023では決勝でシルバに技ありで敗れて2位だった。5月の2023年世界選手権では決勝で舟久保に大内刈りで技ありを取った後に体落で破るなどオール一本勝ちして優勝した。6月のグランドスラム・ウランバートルでは決勝でクリムカイトに反則勝ちして優勝した。8月のワールドマスターズ2023では初戦でモンテイロに腕挫腕固で敗れた。9月のパンアメリカン・オセアニア選手権では決勝でシルバを破って優勝した。10月のグランドスラム・アブダビ2023では決勝でクリムカイトに反則負けを喫して2位となった。12月のグランドスラム・東京2023では決勝でブラジルのジェシカ・リマを大外刈で破って優勝した。
2024年2月のグランドスラム・パリ2024では3回戦で玉置を技ありで破るなどして決勝まで進むも、地元フランスのファイザ・モクダルに背負投で敗れて2位となった。続くグランドスラム・バクー2024では準々決勝でビロディドに反則勝ちするなどして決勝まで進むと、コソボのノラ・ジャコヴァに不戦勝ちして優勝した。3月のグランドスラム・トビリシ2024では準々決勝でスロベニアのカヤ・カイゼルに内股で敗れるも、その後の敗者復活戦を勝ち上がって3位になった。続くグランドスラム・トビリシ2024では準決勝でモクダルに合技、決勝でリマを大内刈で破って優勝した。4月のパンアメリカン・オセアニア選手権では決勝でシルバに反則負けを喫して2位だった。5月のグランドスラム・アスタナでは準決勝で舟久保、決勝でシルバにそれぞれ反則勝ちして優勝した。その10日後の2024年世界選手権では、準決勝で玉置を技ありで破るも、決勝では韓国のホ・ミミ（池田海実）に12分以上の戦いの末に反則負けを喫して2位にとどまり今大会2連覇はならなかった。6月には代表選考基準でクリムカイトを上回ったことにより、パリオリンピック代表に正式に決定した。52㎏級の選手である妹の出口ケリーとともに姉妹出場となった。
2024年のパリオリンピックでは、7月29日に行われた女子57kg級の決勝で韓国代表のホ・ミミと対戦し、延長戦の末に右ひざを負傷しながらも相手の指導3回によって勝利して金メダルを獲得した。カナダ代表選手の柔道のオリンピック金メダルは男女通じて初めてであり、また日本の長野県出身者で夏季オリンピックの個人種目の金メダル獲得も男女通じて初めてであった。

## 人物
- 尊敬する柔道家は貝山仁美。
- 父親はカナダ出身の英語講師。3歳年下である妹の出口ケリーもカナダ代表選手の柔道家である[5][6]。
- ビール、動物[93]と総合格闘技が好きで、ジョルジュ・サンピエールのファンでもある[7]。好きなテレビゲームは『コール オブ デューティ』[93]。
- パリ五輪柔道女子57キロ級での金メダル獲得後、出身地の塩尻市から名誉市民称号が授与されることが決定した（2025年1月26日に母校の広丘小学校で授与式が行われることとなった）[94]。

## 戦績
出典、JudoInside.com
- 2008年 - 全国中学校柔道大会　3位（44 kg級）

52 kg級での戦績
- 2010年
  - 全国中学校柔道大会 - 3位

- 2011年
  - 全日本カデ - 2位
  - インターハイ - 優勝
  - エクサンプロヴァンスジュニア国際 - 優勝

- 2012年
  - 高校選手権 - 団体戦3位

57 kg級での戦績
- 2012年
  - インターハイ - 団体戦3位
  - 国体 - 少年女子の部3位

- 2013年
  - 高校選手権 - 個人戦優勝、団体戦2位
  - インターハイ - 2位
  - 全日本ジュニア - 優勝　
  - 国体 - 少年女子の部3位
  - 世界ジュニア - 個人戦3位、団体戦優勝
  - 講道館杯 - 3位
  - グランドスラム・東京 - 3位
  - グランプリ・チェジュ - 優勝

- 2014年
  - ヨーロッパオープン・ローマ - 2位
  - 体重別 - 3位
  - 優勝大会 - 優勝
  - グランドスラム・チュメニ - 5位
  - 全日本ジュニア - 2位
  - 学生体重別 - 3位
  - 世界ジュニア - 個人戦2位、団体戦優勝
  - 講道館杯 - 7位

- 2015年
  - 優勝大会 - 優勝
  - 全日本ジュニア - 3位
  - 学生体重別 - 3位
  - 体重別団体 - 2位
  - 講道館杯 - 3位

- 2016年
  - 優勝大会 - 優勝
  - 学生体重別 - 優勝
  - 体重別団体 - 3位

- 2017年
  - 優勝大会 - 優勝
  - 学生体重別 - 優勝

- 2018年
  - ヨーロッパオープン・オディベーラス - 優勝
  - グランドスラム・パリ - 優勝
  - パンナム選手権 - 優勝
  - グランプリ・フフホト - 優勝
  - グランプリ・ザグレブ - 優勝
  - グランプリ・ブダペスト - 3位
  - 世界選手権 - 3位
  - グランドスラム・大阪 - 5位

- 2019年
  - グランドスラム・パリ - 優勝
  - グランドスラム・エカテリンブルグ - 優勝
  - パンナム選手権 - 優勝
  - グランプリ・モントリオール - 優勝
  - 世界選手権 - 優勝

- 2020年
  - グランドスラム・パリ - 優勝

- 2021年
  - グランドスラム・トビリシ - 3位
  - グランドスラム・アンタルヤ - 優勝
  - 世界選手権 - 5位

- 2022年
  - グランドスラム・アンタルヤ - 5位
  - グランプリ・ザグレブ - 優勝
  - 英連邦競技大会 - 優勝
  - グランドスラム・バクー - 優勝
  - ワールドマスターズ - 優勝

- 2023年
  - グランドスラム・テルアビブ - 2位
  - グランドスラム・アンタルヤ - 2位
  - 世界選手権 - 優勝
  - グランドスラム・ウランバートル - 優勝
  - パンアメリカン・オセアニア選手権 - 優勝
  - グランドスラム・アブダビ　2位
  - グランドスラム・東京　優勝

- 2024年
  - グランドスラム・パリ　2位
  - グランドスラム・バクー　優勝
  - グランドスラム・トビリシ　3位
  - グランドスラム・アンタルヤ　優勝
  - パンアメリカン・オセアニア選手権 2位
  - グランドスラム・アスタナ　優勝
  - 世界選手権　2位
  - パリオリンピック　優勝

## 映像番組出演
- ミライ☆モンスター（フジテレビ）2014年4月27日[95]
- 今夜くらべてみました（日本テレビ）2020年1月29日「猫なしには生きられない！猫に依存する女子たちが集結！」
- Coffee with Céline Episode 1 - YouTube（Judoチャンネル）2020年3月3日[93][96]
- ジャンクSPORTS 名門校の体育祭は大スケール&コストコ爆買いSP（フジテレビ）
  - コーナー「浜田のオゴリで コストコカート詰め方放題!」に柔道女子48kg級代表 角田夏実、バレーボール女子日本代表 古賀沙理那、石川真佑と共演（2023年9月11日）
  - パリ五輪 メダリスト大集結SP（2024年8月13日）
- 今夜はナゾトレ 新幹線のスゴイ秘密!41連発!徹底究明SP （フジテレビ）2024年9月24日